# Justicia haplostachya
Justicia haplostachya är en akantusväxtart som först beskrevs av Christian Gottfried Daniel Nees von Esenbeck, och fick sitt nu gällande namn av T. Anders.. Justicia haplostachya ingår i släktet Justicia och familjen akantusväxter. Inga underarter finns listade i Catalogue of Life.